# Ascension-szigeti fregattmadár
Az ascension-szigeti fregattmadár (Fregata aquila) a madarak (Aves) osztályának a szulaalakúak (Suliformes) rendjébe, ezen belül a fregattmadárfélék (Fregatidae) családjába tartozó faj.

## Előfordulása
Az ascension-szigeti fregattmadár, mint ahogy neve is  mutatja, az Atlanti-óceán trópusi részén levő Ascension-szigeten fordul elő. Amíg az ember ide nem érkezett, magával hozva a macskákat (Felis silvestris catus) és a vándorpatkányokat (Rattus norvegicus), az ascension-szigeti fregattmadár ezen a szigeten költött. Azonban e kártevők megérkeztével a madár a költési időszakban kénytelen átköltözni egy másik szigetre, melynek neve, Boatswain Bird-sziget. A madarak nem kell messze repüljenek, mivel ez a sziget, csak 270 méter távolságban van. Miután 2012-ben elindult a macskák kiirtása a szigetről, máris fészket rakott egy ascension-szigeti fregattmadár.
Habár az Ascension-sziget a fő előfordulási területe ennek a madárnak, az ascension-szigeti fregattmadár akár több száz kilométerre is elrepülhet, ilyenformán észrevették Nyugat-Afrikában és 1953-ban a skóciai Tireeben is.

## Megjelenése
Az ascension-szigeti fregattmadár megjelenésben és méretben, majdnem azonos a többi fregattmadár-fajjal. Megkülönböztető jelei a fehér sarkantyúja, fehéres hátsó nyaka, vörösesbarna árnyalat nélkül és a fiatal példányok fehér feje. A begytájéka barna színű.

## Életmódja
Ez a madár, mint rokonai a víz felszínén levő halakat és kis tengeriteknős-féléket (Cheloniidae) kapja el.

## Képek

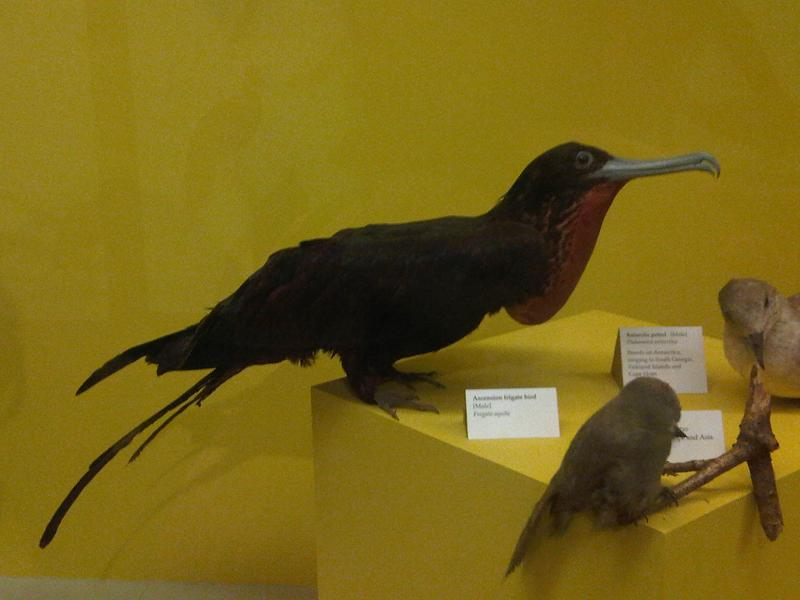
kitömött hím
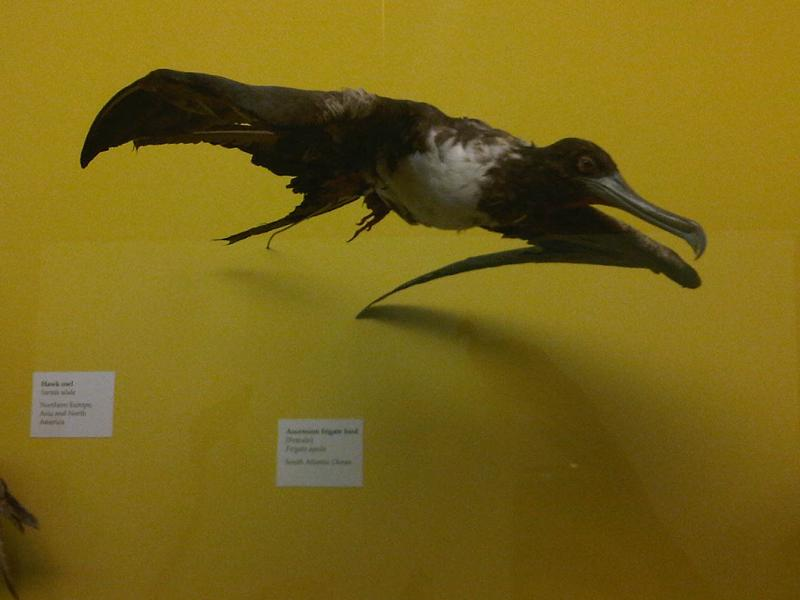
és tojó
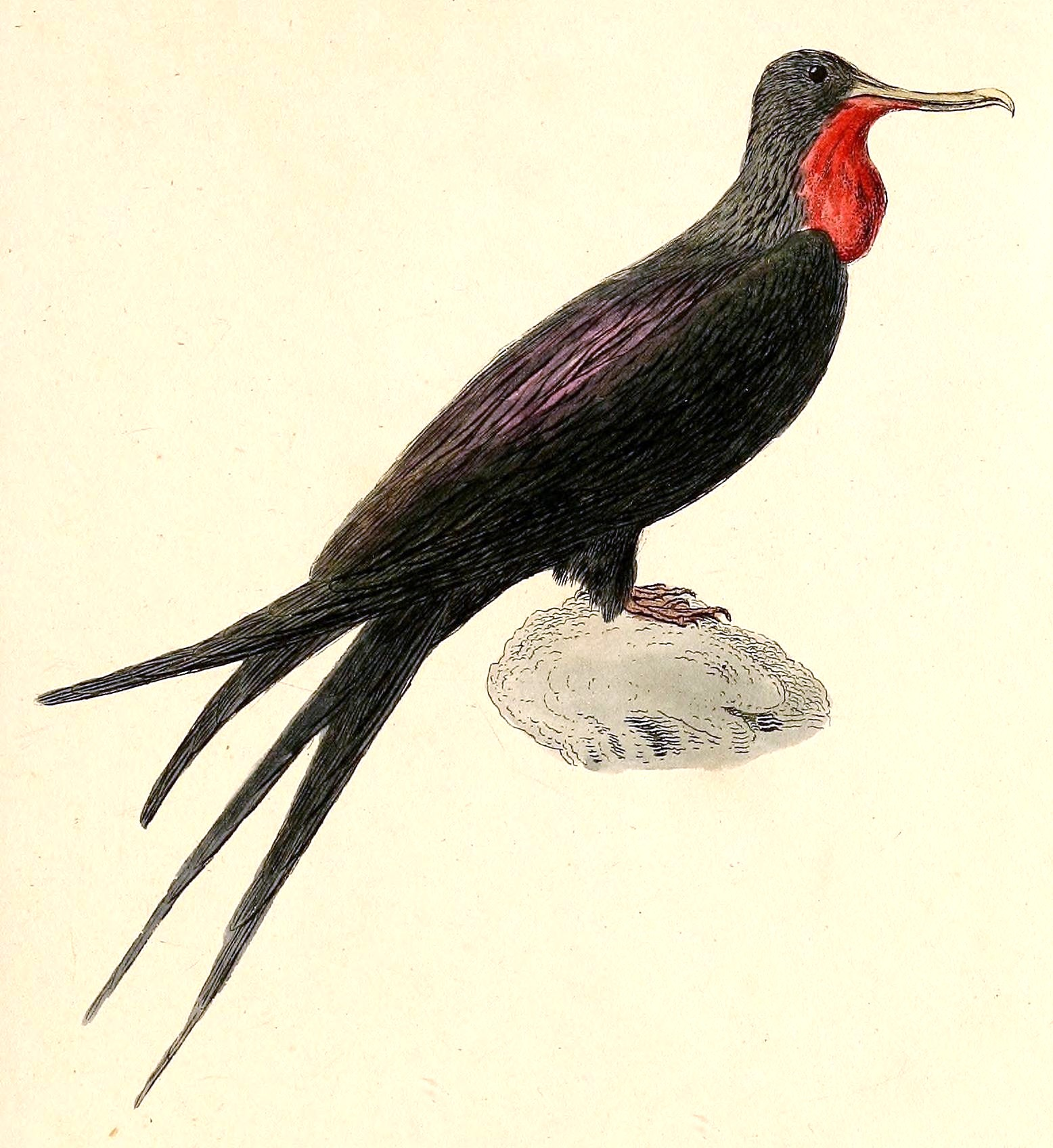
rajz a felnőttről
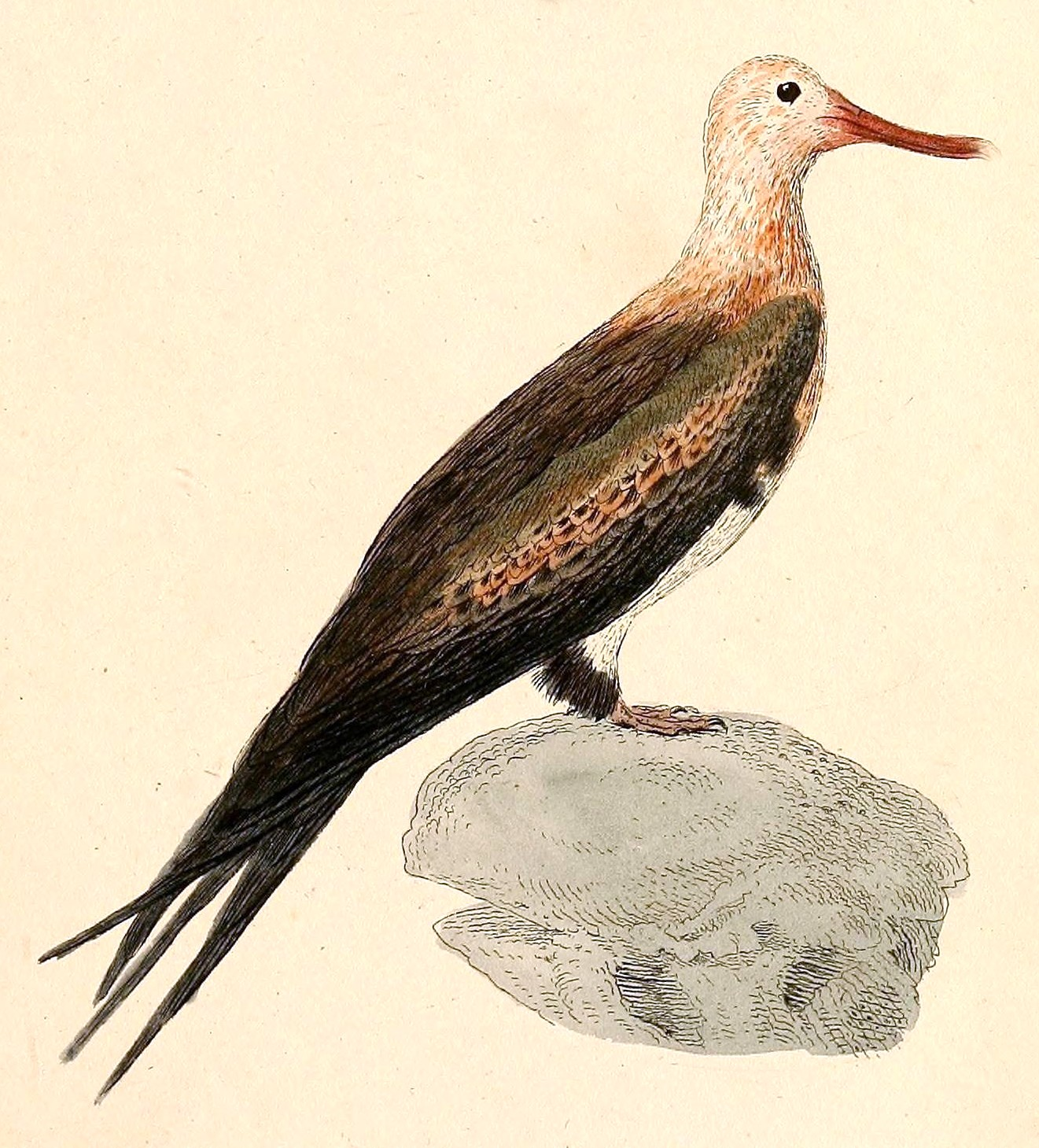
és fiatalról

## Fordítás
- Ez a szócikk részben vagy egészben  az   Ascension Frigatebird című angol Wikipédia-szócikk ezen változatának fordításán alapul.  Az eredeti cikk szerkesztőit annak laptörténete sorolja fel. Ez a jelzés csupán a megfogalmazás eredetét és a szerzői jogokat jelzi, nem szolgál a cikkben szereplő információk forrásmegjelöléseként.